# آندژی ویاچک
آندژی وُیاچک (لهستانی: Andrzej Wojaczek؛ زادهٔ ۷ مه ۱۹۴۷–۱ ژوئن ۲۰۰۰) بازیگر اهل لهستان بود. وی دانش‌آموختۀ آکادمی ملی هنرهای نمایشی آ.س.ت. در کراکوف بود.
از فیلم‌ها یا مجموعه‌های تلویزیونی که وی در آن‌ها نقش داشته‌است، می‌توان به آبروی فرزند، وُیاچک، دیروز، عملیات هیملر و نمک زمین سیاه اشاره نمود.